# Odette (film, 1928)
Pour les articles homonymes, voir Odette.
Pour plus de détails, voir Fiche technique et Distribution.
Odette est un film germano-italien réalisé par Luitz-Morat, adapté d'une pièce de Victorien Sardou, sorti en 1928.

## Synopsis
Lors d'une soirée de bal, le comte Georg de Clermont-Latour, qui est attaché aux conventions et aux notions classiques d'honneur, surprend un jeune garçon dans le lit de sa femme Odette. Malgré toutes ses assurances qu'elle a rejeté les avances du jeune homme et qu'elle n'a eu aucun comportement inconvenant, le mari d'Odette n'en croit pas un mot et l'expulse de sa maison.

## Fiche technique
- Titre allemand : Mein Leben für das Deine
- Réalisation : Luitz-Morat
- Scénario : Herbert Juttke, Georg C. Klaren, Luitz-Morat, d'après une pièce de Victorien Sardou
- Producteurs : Hermann Fellner, Arnold Pressburger, Josef Somlo
- Photographie : Otto Kanturek
- Décors : Emil Hasler et Oscar Friedrich Werndorff.
- Production : F.P.S.-Film
- Distribution : Deutsche Lichtspiel-Syndikat
- Date de sortie : 
  - Allemagne  République de Weimar : 23 mars 1928
  -  France : 11 mai 1928[1]

## Distribution
- Francesca Bertini : Odette
- Warwick Ward : Graf Georg de Clermont-Latour, son mari
- Simone Vaudry : Jacqueline, leur fille
- Fred Solm : Marquis Gaston de Meyran
- Fritz Kortner : Frontenac
- Angelo Ferrari : Cardeilhan
- Alfred Gerasch : Philippe La Hoche